# Darko Spalević
Darko Spalević (Kosovska Mitrovica, 1977. március 24. –) szerb labdarúgó.

## Pályafutása

### Klubcsapatok
Spalević kisebb jugoszláv csapatokban kezdte labdarúgó-pályafutását. 2001 és 2002 között az FK Crvena zvezda játékosa volt. 2003 és 2005 között Bulgáriában és Oroszországban futballozott. 2005 és 2007 között 11 bajnoki mérkőzésen lépett pályára a Zalaegerszegi TE FC színeiben. 2006-ban kölcsönben Kínában futballozott. 2007-től 2010-ig Bosznia-Hercegovinában játszott, majd Szerbiában. Profi labdarúgó-pályafutását 2017-ben az FK Radnički 1923 színeiben fejezte be.

### Válogatott
1999 decemberében csereként pályára lépett a jugoszláv U23-as válogatottban egy az argentin U23-as válogatott elleni barátságos mérkőzésen. Az argentin válogatottban pályára lépett többek között Esteban Cambiasso, Juan Román Riquelme és Pablo Aimar.

## Díjai, sikerei
- Bosznia-hercegovinai gólkirály: 2008, 2009[5]
- Szerb gólkirály: 2011-2012
- Szerb bajnokság az Év csapata: 2011-2012